# Hawaiian Volcano Observatory

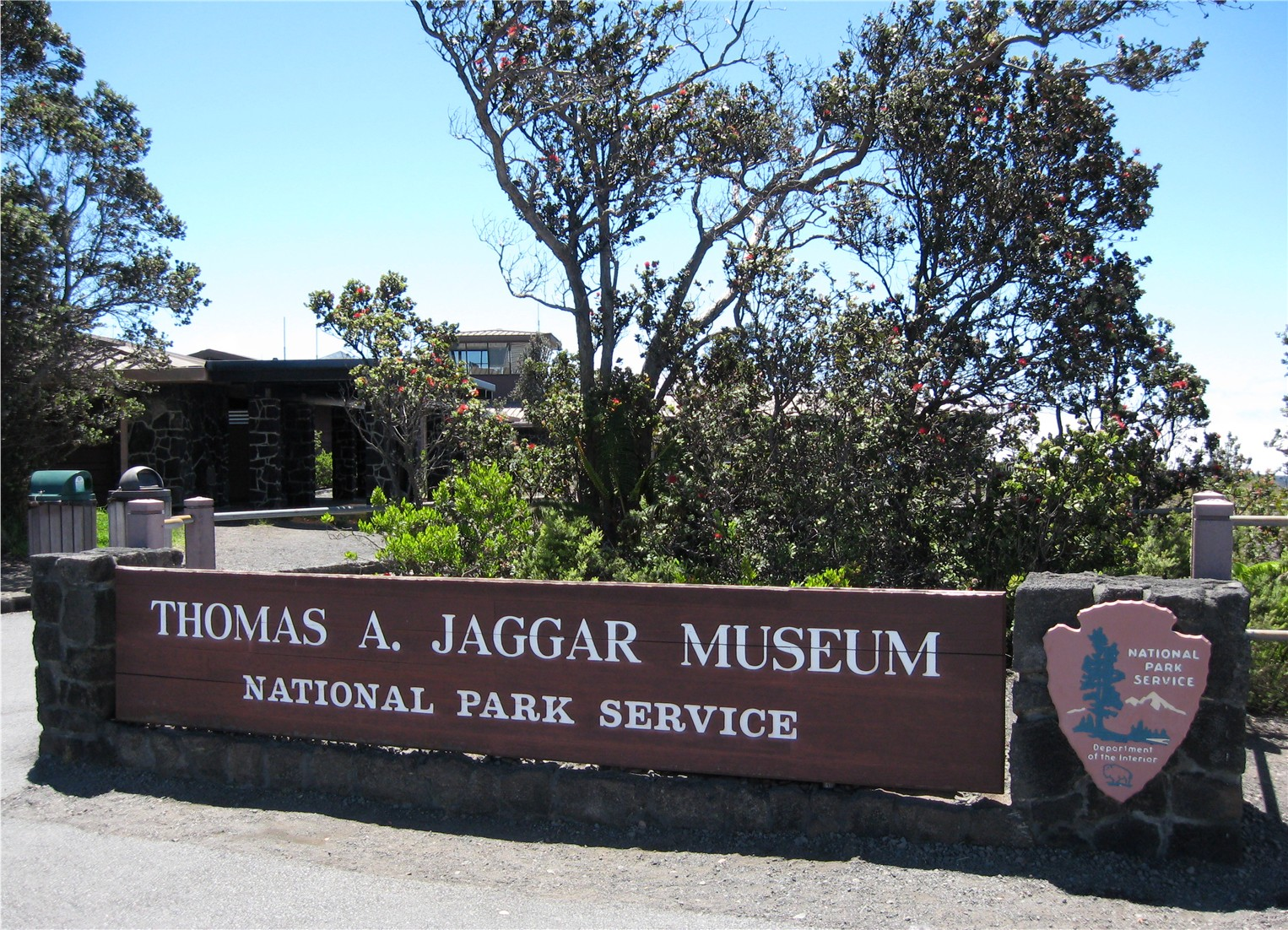
Das öffentliche Thomas A. Jaggar Museum beim Institut

Das Hawaiian Volcano Observatory ist ein Institut zur Vulkanforschung und eines der ältesten Vulkanobservatorien weltweit. Es befindet sich auf Hawaii am Kraterrand des Vulkans Kilauea, in Sichtweite des Vulkans Mauna Loa.
Das Institut wurde im Jahre 1912 von Thomas A. Jaggar unter dem Eindruck des verheerenden Ausbruchs der Montagne Pelée von 1902 mit dem Leitsatz „Ne plus haustae aut obrutae urbes“ („Nie mehr sollen Städte zerstört werden“) gegründet. Es ist weltweit sehr anerkannt und beschäftigt sich neben der Vulkanforschung auch noch mit den Themen Gas-Geochemie, Geophysik, Geologie und Seismologie.